# Amanda Nunes
Amanda Lourenço Nunes (Salvador, 30 mei 1988) is een Braziliaans voormalig MMA-vechtster. Ze was zowel van  9 juli 2016 tot 11 december 2021 als van 30 juli 2022 tot 10 juni 2023 UFC-wereldkampioen bantamgewicht (tot 61 kilo) en van 29 december 208 tot en met 10 juni 2023 ook UFC-wereldkampioen vedergewicht (tot 66 kilo). Ze  werd in december 2018 zodoende de eerste vrouw ooit met UFC-titels in verschillende gewichtsklassen

## Carrière
Nunes begon in haar jeugd met achtereenvolgens karate, boksen en Braziliaans jiujitsu. Ze debuteerde in 2008 in haar geboorteplaats in MMA. Ze verloor die dag na ruim een halve minuut van Ana Maria als gevolg van een armklem. Nunes volgende vijf gevechten vonden ook plaats in Brazilië. Ze won deze allemaal middels technische knock-out (TKO).
Nunes vocht in januari 2011 voor het eerst in de Verenigde Staten, bij de organisatie Strikeforce. Ze sloeg die dag Julia Budd in veertien seconden knock-out (KO). Alexis Davis bezorgde haar in haar volgende gevecht haar eerste verlies op basis van TKO. Nunes stapte daarna over naar de puur op vrouwelijke vechters gerichte organisatie Invicta Fighting Championships, waarbinnen ze eveneens één keer won en één keer verloor.

### UFC
Nunes debuteerde in augustus 2013 onder de vlag van de UFC. Hier sloeg ze in haar eerste twee gevechten de Duitse Sheila Gaff en de Nederlandse Germaine de Randamie allebei binnen een ronde TKO. De op dat moment nog ongeslagen Cat Zingano bracht haar in september 2014 haar vierde professionele MMA-nederlaag toe. Nunes herpakte zich met overwinningen op achtereenvolgens Shayna Baszler (TKO), Sara McMann (verwurging) en Valentina Sjevtsjenko (unanieme jurybeslissing). Hiermee verdiende ze een titelgevecht tegen regerend kampioene Miesha Tate. Dit vond plaats op 9 juli 2016, als hoofdprogramma van jubileumevenement UFC 200. Nunes had in de eerste drie minuten van hun gevecht stotend en trappend de overhand. Tate dook daarop naar haar benen, maar positioneerde zich daarmee in een positie die de Braziliaanse de kans gaf om haar een kleine halve minuut later in een beslissende verwurging te nemen. Hiermee werd Nunes de nieuwe kampioen bantamgewicht en de eerste vrouwelijke UFC-kampioen uit Zuid-Amerika.
Nunes verdedigde haar titel voor het eerst op 30 december 2016. Die dag versloeg ze voormalig kampioene Ronda Rousey middels een TKO in 48 seconden. Haar tweede titelverdediging vond plaats op 9 september 2017. Die dag was ze voor de tweede keer te sterk voor Sjevtsjenko, die ze ditmaal versloeg door middel van een verdeelde jurybeslissing. Ze moest in die partij voor het eerst in haar carrière vijf ronden van vijf minuten volmaken. Nunes slaagde er op 12 mei 2018 voor de derde keer in om haar titel te verdedigen. Deze keer sloeg ze Raquel Pennington halverwege de vijfde ronde van hun partij TKO.

### UFC-kampioen bantam- én vedergewicht
Nunes werd in december 2018 de eerste vrouw ooit met UFC-titels in verschillende gewichtsklassen. Ze sloeg die dag de titelhoudster in het vedergewicht (tot 66 kilo) Cristiane Justino binnen een minuut knock-out. Daarmee werd ze regerend kampioen in zowel het bantam- als het vedergewicht.
Nunes keerde in juli 2019 terug in het strijdperk om haar titel in het bantamgewicht te verdedigen, tegen Holly Holm. Dit lukte haar in vier minuten en tien seconden. Ze vloerde Holm met een schop tegen haar hoofd en kon haar daarna nog een paar keer slaan voor de scheidsrechter het gevecht stopte. Ze slaagde er in december 2019 in om haar bantamtitel ook voor de vijfde keer te verdedigen, deze keer tegen Germaine de Randamie. De jury wees haar na vijf ronden unaniem aan als winnares.
Nunes ging daarna weer een gewichtsklasse omhoog om haar titel in het vedergewicht twee keer te verdedigen. Zo versloeg ze in juni 2020 Felicia Spencer (unanieme jurybeslissing) en in maart 2021 Megan Anderson (armklem). Nunes verloor in december 2021 haar titel in het bantamgewicht aan Julianna Peña, die haar in de tweede ronde van hun gevecht in een verwurging nam (rear-naked choke). Die titel claimde ze zeven maanden later terug door Peña in een rematch wel te verslaan (unanieme jurybeslissing). Nunes nam het op 19 juni 2023 op tegen Irene Aldana en verdedigde haar bantamtitel voor een laatste keer. Ze won op basis van een unanieme jurybeslissing, waarbij alle juryleden haar aanwezen als winnaar van alle vijf de ronden van de partij. Na afloop van het gevecht maakte Nunes bekend dat ze stopte met MMA.